# 25. Międzynarodowy Festiwal Filmowy w Cannes
25. Międzynarodowy Festiwal Filmowy w Cannes odbył się w dniach 4–19 maja 1972 roku. Imprezę otworzył pokaz francuskiego filmu Przygoda jest przygodą w reżyserii Claude'a Leloucha.
Jury pod przewodnictwem brytyjskiego reżysera Josepha Loseya przyznało nagrodę główną festiwalu, Złotą Palmę, ex aequo dwóm włoskim filmom: Klasa robotnicza idzie do raju w reżyserii Elio Petriego oraz Sprawa Mattei w reżyserii Francesco Rosiego. Drugą nagrodę w konkursie głównym, Grand Prix, przyznano radzieckiemu filmowi Solaris w reżyserii Andrieja Tarkowskiego.

## Jury Konkursu Głównego
- Joseph Losey, brytyjski reżyser − przewodniczący jury[5]
- Bibi Andersson, szwedzka aktorka
- Georges Auric, francuski kompozytor
- Erskine Caldwell, amerykański pisarz
- Mark Donskoj, rosyjski reżyser
- Miloš Forman, czeski reżyser
- Giorgio Papi, włoski producent filmowy
- Jean Rochereau, francuski dziennikarz
- Alain Tanner, szwajcarski reżyser
- Naoki Togawa, japoński krytyk filmowy

## Filmy na otwarcie i zamknięcie festiwalu
|             | Tytuł                  | Reżyseria        | Kraj            |
| ----------- | ---------------------- | ---------------- | --------------- |
| Otwierający | Przygoda jest przygodą | Claude Lelouch   | Francja         |
| Zamykający  | Szał                   | Alfred Hitchcock | Wielka Brytania |